# Atteva impunctella
Atteva impunctella is een vlinder uit de familie Attevidae. De wetenschappelijke naam van de soort werd in 1875 gepubliceerd door Ritsema.